# Chen Jitong
Chen Jitong 陳季同 (en France : Tcheng-Ki-tong ; dans les pays anglo-saxons Tcheng Kitong ou Tcheng Ki-tong ; 1851 - mars 1907) étudia la langue française puis fit une carrière de diplomate de l'Empire chinois. En poste en France de 1884 à 1891, il écrivit directement en français plusieurs ouvrages pour vulgariser la civilisation et la culture chinoise. Il est le premier Chinois francophone publié.

## Biographie
Chen Jitong est né en 1851 à Houguan, appelée aujourd'hui Fuzhou. En 1867 il se lance dans l'étude de la langue française dans l'école attachée à l'arsenal du port ouvert de Fuzhou, géré par des Français. Il y a comme professeur et se lie d'amitié avec Prosper Giquel.
En 1876, il fait partie de l'escorte en Europe de Shen Baozhen. L'année suivant son retour en Chine, il écrit un ouvrage sur ses impressions en Europe. Il devient alors un conseiller important pour la politique extérieure de la dynastie Qing.
Après avoir étudié à l'Ecole libre des sciences politiques, il est nommé à Paris attaché militaire de l'ambassade de l'Empire de Chine dans les années 1880. Son premier ouvrage en français, Les Chinois vus par eux-mêmes, d'abord publié dans la Revue des deux Mondes en mai et juin 1884, puis en volume chez Calmann-Lévy, est un succès public (dix rééditions en deux ans) et est largement repris et commenté. Ses ouvrages suivants, plus directement littéraires, sont aussi des succès. En même temps, il devient une figure du Tout-Paris. Il fréquente les salons et les fêtes, toujours habillé de somptueux vêtements chinois. Il pose plusieurs fois pour Nadar.
En avril 1890, il se marie avec une Française, Marie Adèle Lardanchet, dans la commune de Desnes (Jura). Ce mariage fait suite à un premier mariage quelques années avant à Pékin (second mariage). Un article de presse parait dans le journal Le Matin le 17/04/1890 sur ce mariage.
Cependant en 1891, il tombe en disgrâce. Profitant de la vie parisienne, il s'est lourdement endetté, et jugé en Chine y sauve sa tête de peu.  (Li Hung Chang son protecteur couvrira ses dettes). Après avoir été congédié de toute position officielle, il s'établit à Shanghai.
L'éphémère République de Taiwan fera ensuite appel à lui le nommant ministre des relations étrangères pendant les quelques mois de son existence en 1895.
En 1898-1899, il est de retour à Fuzhou où il a été nommé maréchal tartare et est pendant quelques mois un des interlocuteurs de Paul Claudel sur les affaires liées à l'arsenal.
Il est mort à Nankin au mois de mars 1907.

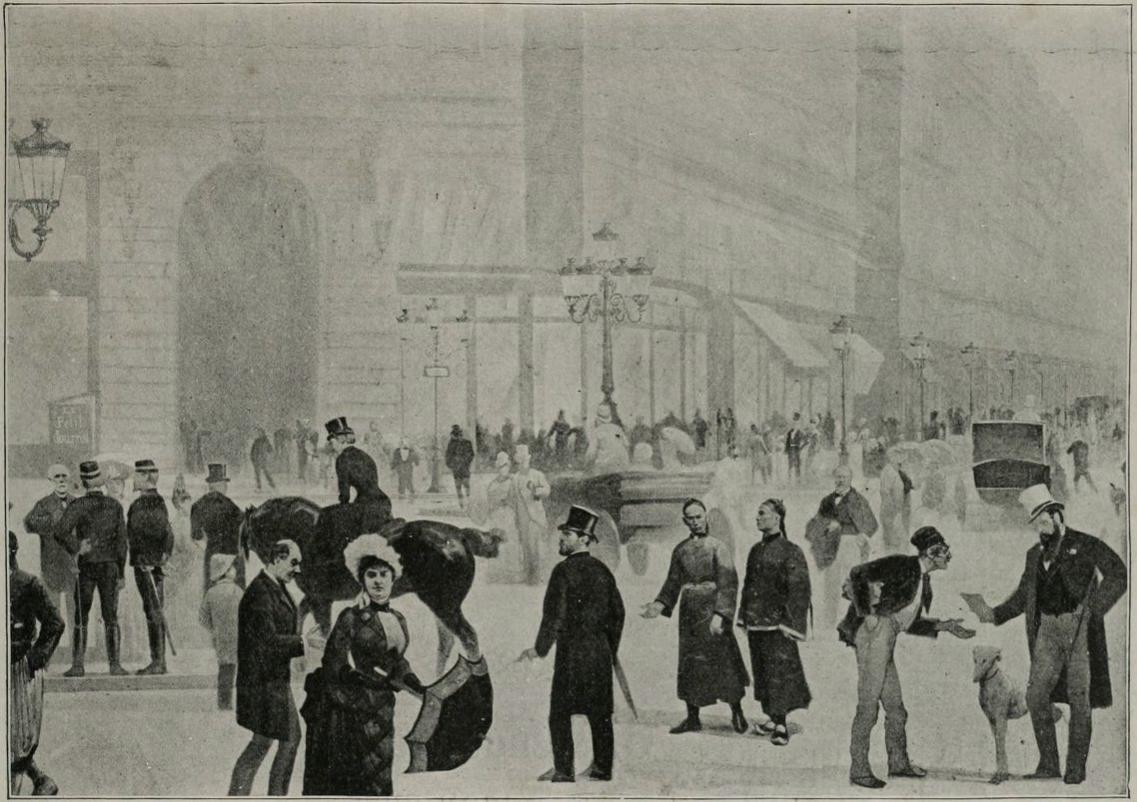
du livret explicatif du panorama le Tout-Paris peint par Charles Castellani et présenté lors de l'exposition universelle de 1889. Tcheng-Ki-Tong est identifié, le Chinois de droite

## Publications
- Tcheng-Ki-tong. Les Chinois peints par eux-mêmes. 3. ed. Paris: Calmann-Lévy, 1884. [lire en ligne]
- Tcheng-Ki-Tong. Contes chinois (traduits et adaptés du Liaozhai zhiyi)[8], Paris, Calmann Lévy, 1889. [lire en ligne]
- Tcheng, Ki-tong. Comment on devient Parisien. Le Figaro, 1885[1].
- Tcheng-Ki-tong. Le théâtre des Chinois : étude de mœurs comparées. 3. éd. Paris: Calmann Lévy, 1886. [lire en ligne]
- Tcheng-Ki-Tong. L'économie sociale de la Chine, Conférence du 12 août 1889 publiée dans les actes du 18e colloque de l’Association Française pour l’Avancement des Sciences, pp 422] [lire en ligne].
- Tcheng-Ki-Tong. L'écolier chinois dans les numéros 70 et 71 du journal Le Petit Français illustré, Armand Colin, 1890,
- Tcheng-Ki-tong. Les Plaisirs en Chine Charpentier, Paris, 1890, III+308 pages. [lire en ligne]
- Tcheng-Ki-tong. Le Roman de l'Homme Jaune, Mœurs chinoises. Charpentier, 1891.
- Tcheng-Ki-Tong. Les Parisiens peints par un Chinois, Charpentier, 1891.
- Tcheng-Ki-Tong. Mon pays, la Chine d'aujourd'hui, Charpentier et Fasquelle, Paris, 1892.
- Cheng Jitong. L'Amour héroïque, Shanghaï, Dongfang Chubanshe. 1904.